# Vénus (album de Sheryfa Luna)
Pour les articles homonymes, voir Vénus.
Albums de Sheryfa Luna
Sheryfa Luna
(2007) Si tu me vois
(2010)
Singles
1. Si tu n'étais plus là
Sortie : 27 octobre 2008
2. Ce qu'ils aiment
Sortie : 2 mars 2009
3. Je reviendrai
Sortie : 10 août 2009

Vénus est le second album de la chanteuse de R'n'B, Sheryfa Luna. Il est sorti en France le 2 décembre 2008 sous le label ULM. 
Il a été enregistré et commercialisé 1 an seulement après son premier album. Le premier extrait est Si tu n'étais plus là, le second single sera Ce qu'ils aiment.

## Production
La réalisation de cet album a duré six mois. Elle a écrit ou coécrit (avec Singuila) toutes les chansons, se découvrant d’ailleurs une nouvelle facette. Elle s’affirme dans la chanson J’ai le droit, ou tourne en autodérision son propre caractère, qu'elle considère très "relou" dans la chanson Ce qu’ils aiment.Elle évoque aussi son envie de retourner en Algérie, le pays de ses racines, dans Je reviendrai. La chanson "comme une blessure" parle du décès de son neveu quand elle avait 12ans.

## Liste des pistes
| #   | Titre                    | Auteur(s)                                                                         | Collaboration(s) et note(s)      | Durée    |
| --- | ------------------------ | --------------------------------------------------------------------------------- | -------------------------------- | -------- |
| 1.  | "Ce qu'ils aiment"       | Singuila/Dave Mundele Siluvangi/Trak Invaders                                     |                                  | 3 min 10 |
| 2.  | "Si tu n'étais plus là"  | Marc Antoine/Sonny Black                                                          |                                  | 3 min 30 |
| 3.  | "Dis lui"                | Jena Lee/Aymeric Mazaudier/Trak Invaders                                          |                                  | 3 min 48 |
| 4.  | "Qu'est-ce qu'on attend" | Sheryfa Luna/Jérémie Charbonnel/Alexandre "Diesel" Varela Da Veiga/Latif Williams |                                  | 3 min 18 |
| 5.  | "Je reviendrai"          | Twabrane Damir/Trak Invaders                                                      |                                  | 4 min 06 |
| 6.  | "Grandir avec toi"       | Mounir Maarouf                                                                    |                                  | 4 min 18 |
| 7.  | "Ne t'en va pas"         | Sheryfa Luna/Jena Lee/Diesel                                                      |                                  | 4 min 27 |
| 8.  | "Si mal"                 | Singuila/Dave                                                                     |                                  | 4 min 04 |
| 9.  | "Respirer"               | Sheryfa Luna/Jérémie Charbonnel/Alibi Montana/Diesel                              | En featuring avec Alibi Montana. | 5 min 00 |
| 10. | "Interlude"              | Sheryfa Luna/Mélanie Georgiades (Diam's)                                          |                                  | 1 min 19 |
| 11. | "J'ai le droit"          | Mounir Maarouf/Etienne Bonhomme/Sonny Black/Joséphine Draï/Féfé                   |                                  | 3 min 20 |
| 12. | "On progresse"           | Sheryfa Luna/HMED/Rimla/Mandaah/HME                                               | En featuring avec Lirisystem.    | 2 min 58 |
| 13. | "J'écris"                | Mounir Maarouf                                                                    |                                  | 3 min 41 |
| 14. | "Comme une blessure"     | Sheryfa Luna/HME/Mayli                                                            |                                  | 3 min 10 |

## Classement des ventes
| Pays                   | Meilleure position |
| ---------------------- | ------------------ |
| France                 | 14                 |
| France Téléchargements | 3                  |
| Belgique Wallonie      | 9                  |
| Suisse                 | 28                 |

L'album s'est vendu à plus de 200 000 exemplaires et a été certifié Platine.